# Boué
Boué is een gemeente in het Franse departement Aisne (regio Hauts-de-France). De plaats maakt deel uit van het arrondissement Vervins. Boué telde op 1 januari 2022 1.316 inwoners.

## Geografie
De oppervlakte van Boué bedroeg op 1 januari 2022 10,44 vierkante kilometer; de bevolkingsdichtheid was toen 126,1 inwoners per km².
De onderstaande kaart toont de ligging van Boué met de belangrijkste infrastructuur en aangrenzende gemeenten.

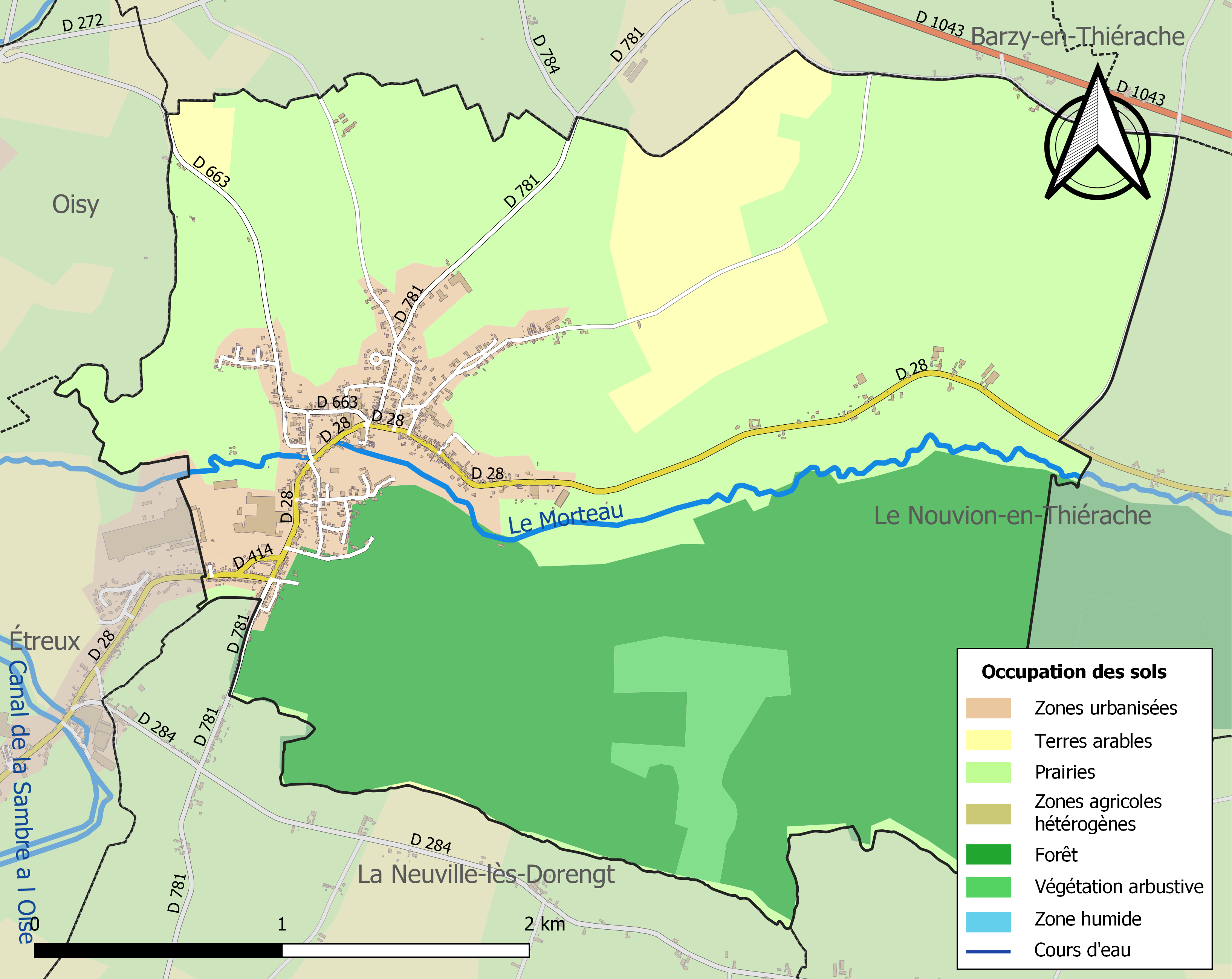

## Demografie
Onderstaande figuur toont het verloop van het inwonertal (bron: INSEE-tellingen).
Vanwege een beveiligingsprobleem met de MediaWiki Graph-software is het momenteel niet mogelijk deze grafiek weer te geven. Zodra de software is bijgewerkt zal de grafiek vanzelf weer zichtbaar worden.